# Wittgenstein on Rules and Private Language
Wittgenstein on Rules and Private Language é um livro de Saul Kripke, primeiramente publicado em 1982. A obra consiste em uma interpretação do problema de seguir regras e do argumento da linguagem privada presentes na obra Investigações Filosóficas de autoria do filósofo Ludwig Wittgenstein. O livro gerou um grande debate entre os intérpretes de Wittgenstein acerca da acurácia da interpretação de Kripke, de modo que convencionou-se denominar "Kripkenstein" o filósofo que sustenta as teses deste livro. Para além desta questão interpretativa, Wittgenstein on Rules and Private Language teve grande impacto nas discussões contemporâneas de filosofia da linguagem e filosofia da mente.